# شون ماكدونالد
شون ماكدونالد (بالإنجليزية: Shaun MacDonald)‏ مواليد 17 يونيو 1988 في سوانزي، هو لاعب كرة قدم ويلزي يلعب مع نادي بورنموث كلاعب وسط. مثّل منتخب ويلز لكرة القدم.

## مرحلة الشباب

### أندية لعب لها
- سوانزي سيتي

## المسيرة الاحترافية

### أندية لعب لها
- سوانزي سيتي
- نادي بورنموث

## روابط خارجية
- شون ماكدونالد على موقع الاتحاد الأوربي (الإنجليزية)
- شون ماكدونالد على موقع قاعدة بيانات كرة القدم.إي يو (الإنجليزية)
- شون ماكدونالد على موقع ناشيونال فوتبول تيمز (الإنجليزية)
- شون ماكدونالد على موقع Soccerbase.com (لاعب) (الإنجليزية)
- شون ماكدونالد على موقع Soccerway.com (الإنجليزية)
- شون ماكدونالد على موقع عالم كرة القدم.نت (الإنجليزية)
- شون ماكدونالد على موقع AS.com (الإسبانية)